# Sanctuaires des Basiols
- Murs en élévation
- Murs restitués
- Murs arasés
- Seuils en grès

Les sanctuaires des Basiols constituent un ensemble cultuel d'époque gallo-romaine situé en France sur la commune de Saint-Beauzély, dans le département de l'Aveyron en région Occitanie.
Le site, à l'écart de toute autre occupation antique en bordure de la voie reliant Rodez à Millau, est implanté au sommet d'un plateau que la voie gravit de part et d'autre. Il rassemble neuf petits temples de type fanum à cella simple sans galerie périphérique, distincts et organisés en trois lignes à l'intérieur d'une même enceinte. Faute d'inscription ou de représentation de divinités, les cultes célébrés dans ces sanctuaires fréquentés du Ier siècle av. J.-C., ou en tout cas de l'époque augustéenne, jusqu'au IIIe ou au IVe siècle apr. J.-C. restent inconnus.
Après avoir fait l'objet d'une fouille de sauvetage en 1987 complétée en 1991, le site restauré bénéficie d'une inscription au titre des monuments historiques depuis le 14 avril 1992.

## Contexte géographique et historique

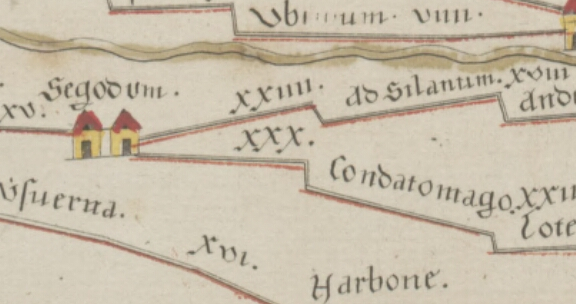
Extrait de la Table de Peutinger : itinéraire Rodez-Millau.

Le sanctuaire gallo-romain est situé à 3,5 km au nord-ouest du chef-lieu communal de Saint-Beauzély, à une altitude d'environ 1 050 m sur la ligne de crête boisée de la chaîne du  Lévézou. Le site lui-même est implanté sur une légère pente descendant vers l'est. La limite communale entre Saint-Beauzély, Saint-Laurent-de-Lévézou et Saint-Léons est proche.
La voie romaine reliant Condatomagus (Millau) à Segodunum (Rodez) et mentionnée sur la table de Peutinger, sensiblement orientée est-ouest et repérée par son dallage, passe à proximité immédiate et au nord de ce site de la civitas des Rutènes. Il s'agit de son point le plus haut dans ce secteur et les voyageurs profitent sans doute de la halte pour déposer des offrandes,.
L'altitude du site qui l'expose à des gels sévères et la forte acidité du sol contribuent à une dégradation importante des vestiges, et notamment d'une partie du mobilier (poteries et ossements).

## Description

### Cellae
Le sanctuaire se compose de neuf fana de forme carrée qui sont répartis en trois lignes plus ou moins irrégulières avec une orientation identique et un seuil ouvert à l'est. Ils sont dépourvus de galerie périphérique et de pronaos, caractéristique courante pour des temples de petites dimensions.
| Image externe |                                                                      |
|               | Vue générale des sanctuaires sur le site du ministère de la Culture. |

Deux des cellae, plus petites que les autres (2,8 m de côté), sont de facture grossière, sans fondation et en très mauvais état ; datant d'une première phase de construction, elles ont été probablement détruites lors de l'édification des autres temples.
Les sept plus grands temples, mesurant 3,5 m de côté et de construction plus élaborée, ont des murs d'une épaisseur variant entre 40 et 50 cm reposant sur des fondations. Ils sont en schiste d'origine locale et en moellons de grès, seuls ou associés, sont dépourvus d'enduit et subsistent avec une élévation allant de 40 cm à un mètre. Les seuils, mis en évidence sur six de ces temples, sont en grès monolithique et portent tous deux rainures latérales dont le rôle n'est pas défini. L'un de ces temples est largement détruit par le creusement d'une fosse comblée avec des matériaux de construction (fragments de schiste, tambour de colonne) de la céramique et des monnaies, peut-être à la fin de la période d'occupation du site.
L'entrée de trois cellae au moins est précédée d'un auvent supporté par deux colonnes ou deux poteaux dont les bases en grès subsistent ; cet aménagement est connu sur d'autres sites, surtout dans le centre et l'ouest de la Gaule. Le sol intérieur de chaque temple est dallé de plaques de schiste. Au moins six des édifices possèdent une couverture en tegulae, dont les archéologues ont trouvé de nombreux fragments, avec des clous de charpente.

### Autres aménagements
Le sanctuaire est entouré d'un mur dalles de schiste liées au mortier de chaux, en forme de quadrilatère de 22,50 × 20,60 m et large de 0,60 m mais dont la semelle déborde. Ce mur délimite l'enceinte isolant l'espace sacré (péribole). Cette enceinte, d'une superficie de 420 m2, est de taille réduite par rapport à celle identifiée sur d'autres sanctuaires à temples multiples,. Si deux petits seuils sont mis en évidence au nord-ouest et au sud-est, l'entrée principale se trouve certainement dans l'angle nord-est, au plus près de la voie romaine, mais cette section est détruite par des travaux forestiers. L'épaisseur relativement faible de ses murs suggère que l'enceinte, plus symbolique que dissuasive, peut n'être pas très haute.
Entre les chapelles subsistent cinq socles carrés ou rectangulaires en maçonnerie pleine ou creuse qui mesurent entre 0,90 et 1,80 m de côté. Leur fonction est peut-être cultuelle (socles d'autels ou de statues) comme sur d'autres sites archéologiques où cette utilisation est attestée, bien qu'aucun indice archéologique ne permette ici de préciser leur usage.
Un bâtiment annexe de 25 m2 en forme d'appentis occupe l'angle sud-ouest de l'enceinte. Cet édicule n'est pas un logement, car il est trop largement ouvert sur l'espace du péribole : entièrement ouvert à l'est comme un auvent, sa toiture n'est portée que par les murs du péribole à l'ouest et au sud, un muret au nord et un poteau à l'est. 80 % des fragments de céramiques mis au jour sur le site et quelques ossements d'animaux ont été trouvés à l'intérieur et devant cet abri. Il pourrait s'agir d'un local de service, contenant le matériel nécessaire au culte et servant à cuisiner les animaux sacrifiés pour une consommation rituelle,.

### Mobilier archéologique
Les 318 pièces de monnaie romaines laissées en offrande et trouvées sur le site sont des menues valeurs en bronze ou en billon, à part deux monnaies d'argent, un denier du IIe siècle av. J.-C. et un quinaire du Ier siècle av. J.-C.. Un tiers des pièces (109 exactement), ayant beaucoup circulé ou détériorées par les conditions de conservation sur le site lui-même, sont trop usées pour être identifiées ; les autres donnent la période de fréquentation des sanctuaires, entre le règne d'Auguste et celui de Valentinien Ier (364-375) avec une majorité des pièces datées des deux premiers siècles de l'Empire (d'Auguste à Marc Aurèle). Quelques pièces non identifiées sont datées du début du Ve siècle, fin de l'activité du sanctuaire.
Des tessons de céramique commune ou sigillée (ateliers de La Graufesenque) allant du Ier au IVe siècle et portant des estampilles de potiers au fond des récipients, ainsi que des fragments de statuettes en terre blanche représentant des animaux et courantes dans ce type de sanctuaire où elles constituent des offrandes, sont retrouvés sur le site. De nombreux clous de charpente, deux accessoires vestimentaires (bouton et boucle de ceinture) ainsi que quelques fragments mal caractérisés constituent la grande majorité des éléments métalliques retrouvés sur place. Des tessons de flacons et un chaton de bague en verre gravé à l'effigie de Mercure sont identifiés.
Les déchets organiques sont représentés par des ossements animaux, peu nombreux et en très mauvais état.
Aucune statuette excepté quelques offrandes communes, aucune inscription n'ayant été retrouvée à la faveur des fouilles, il est impossible de déterminer quels cultes sont célébrés dans les temples, la découverte d'une bague à l'effigie de Mercure ne pouvant être considérée comme significative.

## Historique
La datation des monnaies retrouvées sur le site suggère une construction au Ier siècle av. J.-C. ou à l'époque d'Auguste et un abandon à la fin du IVe ou au début du Ve siècle, mais cette date tardive est discutée au profit d'un abandon vers la fin du IIIe siècle. Les indices archéologiques permettent d'identifier au moins deux phases de construction : les deux plus petites cellae dans un premier temps sous le règne d'Auguste, les sept plus grandes dans un second temps au milieu du Ier siècle.
La désaffectation et la destruction naturelle des sanctuaires semblent être dues à son isolement consécutif à l'abandon de la voie romaine le desservant, car aucune marque de démantèlement volontaire (sauf peut-être au niveau de la fosse) ou de réutilisation paléochrétienne n'est visible.
Des travaux de renouvellement du boisement dans le secteur sont à l'origine de la redécouverte du site. Le déboisement de 1981 révèle la présence de tuiles romaines et de blocs de grès. Une prospection archéologique en 1986 confirme la présence de vestiges antiques. Des fouilles de sauvetage 1987 complétées par d'autres observations en 1991 dégagent le sanctuaire, restauré en 1990 par la consolidation des murs vestigiels.
Le complexe est inscrit au titre des monuments historiques par arrêté du 14 avril 1992.